# Boegoelma
Boegoelma (Russisch: Бугульма; Tataars: Бөгелмә of Bögelmä) is een stad in de Russische autonome republiek Tatarije ten zuidoosten van Almetjevsk en op 333 kilometer ten zuidoosten van Kazan. Geografisch ligt het op de hellingen van de Boegoelma-Belebejhoogte aan de samenloop van de Bogoelminka en de Zaj (stroomgebied van de Wolga). De stad heeft een spoorwegstation en een luchthaven.
Boegoelma werd gesticht in 1736 en in 1781 kreeg Boegoelma de status van stad. Het hydroniem komt van het Tataarse Begelme wat "bocht", "draai" of "kronkel" betekent. In de jaren 50 werd er olie gevonden, waarna Boegoelma uitgroeide tot het Tataarse centrum van de aardolieproductie en machinebouw.

## Demografie
| Ontwikkeling van het inwoneraantal |       |        |        |        |        |        |        |        |
| Jaar                               | 1897  | 1926   | 1939   | 1959   | 1970   | 1979   | 1989   | 2002   |
| Bevolking                          | 7.600 | 14.200 | 25.000 | 61.000 | 72.400 | 80.500 | 89.500 | 93.000 |

## Geboren in Boegoelma
- Olga Danilova (1970), langlaufer
- Sergej Rizjikov (1974), kosmonaut
- Alsoe Ralifovna Abramova, "Alsou" (1983), Tataars zangeres
- Aleksandr Krasnych (1995), zwemmer